# دوري أبطال آسيا للسيدات
دوري أبطال آسيا للسيدات، المستوى الأول والأعلى لمسابقات أندية كرة القدم النسائية الأعضاء الاتحاد الآسيوي لكرة القدم (الاتحاد الآسيوي ) هل هذا العام 2024 يتم تنظيمه من قبل الاتحاد الآسيوي لكرة القدم على أساس سنوي. هذه المسابقات تحل محل كأس الأندية الآسيوية للسيدات سيعقد لمدة 6 سنوات من 2019 إلى 2024.يتبع هذه الفترة من المنافسة لأول مرة بمشاركة 12 فريقا ومهنيا.

## تاریخ
في 23 ديسمبر 2022، تم الإعلان عن أن هيكل مسابقات الأندية الآسيوية سيتغير بناءً على التنسيقات المقررة، وبناءً على الجداول الزمنية الجديدة، سيتم تصنيف المسابقات الجديدة إلى أربعة مستويات: دوري النخبة الآسيوي، دوري أبطال آسيا. 2، دوري التحدي الآسيوي ودوري أبطال آسيا للسيدات، وستقام بطولة دوري أبطال آسيا للسيدات بمشاركة 12 فريقًا.